# Strzelanina w Cetynii (2022)
Strzelanina w Cetynii – strzelanina, która wydarzyła się w dniu 12 sierpnia 2022 roku w miejscowości Cetynia w Czarnogórze; uzbrojony napastnik po kłótni z rodziną rozstrzelał jej członków, a następnie wybiegł na ulicę i zaczął strzelać do przypadkowo napotkanych osób, zabijając 10 z nich, po czym został zastrzelony przez uzbrojonego obywatela z bronią palną. Była to najkrwawsza masowa strzelanina w historii Czarnogóry.

## Przebieg
Strzelanina rozpoczęła się około godziny 15:30 po południu gdy sprawca po kłótni z rodziną zastrzelił jej członków, a następnie wybiegł na ulicę i otworzył ogień w stronę przypadkowych ludzi, w tym dzieci, i karetek, które zaczęły przybywać na miejsce tej masakry. Chwilę później został zastrzelony przez jednego z mieszkańców, uzbrojonego w broń.

## Ofiary strzelaniny
W wyniku strzelaniny zginęło 10 osób i sprawca ataku; wśród ofiar była dwójka dzieci i żona sprawcy oraz 7 przypadkowych przechodniów.

## Sprawca
Sprawcą strzelaniny był 34-letni Vučko Borilović, miejscowy myśliwy, który przed atakiem kłócił się z rodziną o kwestie finansowe. Był działaczem socjaldemokratycznej partii Socjalistycznych Demokratów Czarnogóry (SD), ale jego atak nie był w żaden sposób motywowany politycznie. Sprawca przed strzelaniną leczył się psychiatrycznie w jednym ze szpitali i zażywał leki.

## Reakcje
Prezydent Czarnogóry Milo Đukanović i premier Dritan Abazović złożyli kondolencje rodzinom ofiar, nazywając strzelaninę bezprecedensową tragedią. Premier Abazović wkrótce później ogłosił 3-dniową żałobę narodową w celu upamiętnienia zabitych w masowej strzelaninie.
Kondolencje z powodu strzelaniny przesłały obywatelom Czarnogóry władze Bośni i Hercegowiny, Kosowa, Macedonii Północnej i Serbii.